# 圖倫市
圖倫市（西班牙語：Turén）是委內瑞拉的一個市，位於該國西北部波圖格薩州，首府設於比利亞布魯蘇阿爾，始建於1724年3月1日，面積1,324平方公里，2011年人口62,947，人口密度每平方公里47.5人。